# François Boucheix
Pour les articles homonymes, voir Boucheix.
François Boucheix, né le 7 janvier 1940 à Montcheneix (commune de Rochefort-Montagne, Puy-de-Dôme), est un peintre surréaliste français. Il a ouvert un musée à Vichy.

## Biographie
Il rencontre à la Galerie de Sèvres Yasmine d'Ouezzan, amie des arts du tout Paris de cette époque, de cette rencontre s’écouleront 30 années d’amitié.[réf. nécessaire]

## Expositions
- 1963, 1965, 1966, 1967 : galerie de Sèvres
- 1967 à 1974 galerie Yves Jaubert faubourg Saint Honoré, et de nombreuses expositions à travers la France et à l’étranger.
- 1974 : Galerie Matignon Av Matignon Paris 8
- 1975 : Galerie Weill Av Matignon Paris 8
- 1976 : Galerie Laurens Av Matignon Paris 8
- 1977 : Rétrospective Salons du Grand Casino Vichy
- 1978 à 1989 : Galerie Guigné Fg St Honoré Paris 8
- 1989 : Galerie Bernheim Fg St-Honoré Paris 8
- 1989 à 1998 : Salons de l’hôtel Georges V, 35 peintures en permanence et bien d’autres galeries.
- 1990-1994 : Cours des Antiquaires Fg St Honoré Paris

Il expose également à Bâle, Fribourg, Genève, Zurich, Beyrouth, Londres, Berlin, Tokyo, Rome Caracas, Riad, Jeddah, Boston, Chicago, Pékin, Bruxelles, Hambourg, Luxembourg, Dubaï, Shangaï, etc.
Sa production est dense, diverses expositions à l'international et distinctions récompensent son travail.
En juillet 2006, a lieu l'ouverture du musée surréaliste François Boucheix à Vichy qui présente 230 peintures et 35 bronzes et retrace sa vie de peinture de 1957 à 2007. Le musée François Boucheix est le seul musée surréaliste d’un peintre vivant en France. 
Le livre, Un long chemin en noir en couleurs, retraçant sa vie de peintre et sculpteur sur plus de 50 années, sort en 2012 aux éditions Bénévent.